# Peter Kupferschmidt
Peter Kupferschmidt, né le 2 mars 1942 à Filipovo, en Yougoslavie, est un ancien footballeur allemand, qui joue pour le FC Bayern München de 1956 à 1971.

## Biographie

### Ober-/Regionalliga Süd (1960–1965)
Fils de parents Allemands de Yougoslavie, il naît et grandit à Filipovo, et déménage en 1956 en Allemagne.
À Munich, il s'engage avec le SV Gartenstadt Trudering puis, un peu plus tard, rejoint la section jeunes du FC Bayern Munich. En 1960-61, il signe un contrat senior et joue son premier match avec l'équipe première le 30 avril 1961, à l'occasion de la 30e journée d'Oberliga Süd, où le FCB s'impose 2:1 en match de retard face au 1. FC Schweinfurt 05. C'est le seul match qu'il dispute cette saison-là.

### Bundesliga (1965–1971)
C'est avec une victoire 2-0 face à l'Eintracht Frankfurt, le 21 août 1965, au Stadion an der Grünwalder Straße que Kupferschmidt fait ses débuts en Bundesliga. Il marque son premier but en Bundesliga lors de la saison suivante, le 13 mai 1967 (31e journée). Le FCB s'impose alors 5:0 face au FC Schalke 04.

### Bundesliga et Regionalliga (Autriche 1971–1973)
Kupferschmidt rejoint en 1971-1972 le club autrichien du SK Sturm Graz, avec lequel il se classe septième de Bundesliga autrichienne. Par la suite, il rejoint le Kapfenberger SV, avec lequel il se classe deuxième de Regionalliga Mitte (deuxième niveau) en 1972-1973.

### Bilan
Avec le Bayern Munich, il joue 135 matchs en Bundesliga, inscrivant 4 buts, 64 matchs en Regionalliga Süd, inscrivant un but, et enfin 22 matchs en Oberliga Süd, sans inscrire de but.
Avec le Sturm Graz, il joue 27 matchs en Bundesliga autrichienne, sans inscrire de but.
Il dispute également 22 matchs dans les compétitions européennes : 6 matchs en Coupe de l'UEFA (0 but), et 16 en Coupe des coupes (2 buts).